# Stefan Schilli
Stefan Schilli (Offenburg, 1970), és un oboista alemany.

## Biografia
Rep les primeres classes d'oboè a l'edat de 12 anys continuant els seus estudis a les academies musicals de Trossingen amb Diethelm Jonas, a Karlsruhe amb Thomas Indermühle i més tard amb Maurice Bourgue.
En 1990 entra a formar part com a primer oboè a l'Opera house a Freiburg. Des de 1991 Stefan Schilli és primer oboè de l'Orquestra simfònica de la Radio de Baviera on ha tocat sota la batuta de prestigiosos directors com Lorin Maazel, Mariss Jansons, Carlos Kleiber, Carlo M. Giulini, Sir Georg Solti, Sir Colin Davis and Ricardo Muti.
L'any 1996 guanya els concursos internacionals de Praga i Múnic. El mateix any és guardonat amb el premi "Busch Brothers", un premi anual per a prometedors artistes Alemanys.
Stefan Schilli és membre del quintet de vent Avalon amb el qual ha guanyat a la secció de música de cambra el German Music Competition en 1992.
Realitza concerts com a solista amb Lorin Maazel, Christopher Hogwood, Franz Welser-Möst i molts altres. Coopera regularment amb Helmut Müller-Brühl i l'Orquestra de Cambra de Colònia. Realitza cursos com a professor a Alemanya, Espanya, Portugal i Georgia i va ser ú dels iniciadors del "Neusser Meisterkurse".

## Enregistraments
Stefan Schilli ha enregistrat per a NAXOS tots el concerts d'oboè de Vivaldi, les obres per a oboè de Pasculli, Schumann, Poulenc, Haas, Skalkottas així com enregistraments amb el Quintet de vent Avalon de les obres de Schönberg, Cambini, Milhaud, Ravel, Tomaso Albinoni, Ralph Vaughan Williams, Richard Strauss i Bohuslav Martinů.
Des de 2001 és artista exclusiu de la casa ARTE NOVA.

## Publicacions
- CD Vivaldi: Oboenkonzerte 2 CDs, Naxos, 1993
- CD-Box Albinoni: Complete Oboe Concertos, Brilliant Classics, 2005
- CD Albinoni: Oboe Concertos SACD, Brilliant Classics, 2006